# Fountain (North Carolina)
Fountain is een plaats (town) in de Amerikaanse staat North Carolina, en valt bestuurlijk gezien onder Pitt County.

## Demografie
Bij de volkstelling in 2000 werd het aantal inwoners vastgesteld op 533.
In 2006 is het aantal inwoners door het United States Census Bureau geschat op 515, een daling van 18 (-3,4%).

## Geografie
Volgens het United States Census Bureau beslaat de plaats een oppervlakte van
2,5 km², geheel bestaande uit land. Fountain ligt op ongeveer 35 m boven zeeniveau.

## Plaatsen in de nabije omgeving
De onderstaande figuur toont nabijgelegen plaatsen in een straal van 16 km rond Fountain.